# مينا (نظام كابلات)
مينا MENA (الشرق الأوسط وشمال إفريقيا)، هو نظام كبل اتصالات بحري مزمع إنشاؤه ليصل إيطاليا واليونان ومصر والسعودية وعمان والهند. وسيبلغ طوله نحو 9.000 كم. سيوفر الكبل 5.76 تِرابيت في الثانية.

## نقاط الإنزال
ستكون نقاط إنزال الكبل في الأماكن التالية:
- مازر، إيطاليا
- كريت، اليونان
- الإسكندرية، مصر

ثم براً في:
- الزعفرانة، مصر

ثم بحراً مرة أخرى إلى:
- جدة، السعودية
- السيب، عُمان
- مومباي، الهند[3]

## التنفيذ
تشرف على تنفيذ المشروع شركة مينا للكبلات التابعة جلوبال تيليكوم القابضة، يتوزع هيكل ملكية شركة مينا للكبلات ما بين 95% لشركة أوراسكوم تليكوم و4% لشركة إن تاتش و1% لشركة لينك دوت نت. وفي مارس 2013، صرح أحمد خلف الرئيس التنفيذي للشركة، إن عدة جهات حكومية في مصر وافقت بشكل نهائي على الترخيص لشركته بمد كبل دولي للإنترنت داخل الأراضي المصرية.
وتوقف مد أعمال كبل بحري لشركة أوراسكوم تيلكوم داخل الأراضي المصرية منذ سنوات، عقب تعثر حصولها على موافقة جهات حكومية ممثلة في وزارة النقل المصرية، وبعض الجهات السيادية في مصر لمد الكبل. وقد أصدرت وزارة النقل المصرية قرار وزاري يتضمن الموافقة على البدء في أعمال إنشاء الكبل الدولي للإنترنت داخل الأراضي المصرية مقابل رسوم تبلغ 10.8 مليون جنيه تعادل 1.6 مليون دولار".
وقد انتهت الشركة من جميع أجزاء الكبل التي تبدأ من إيطاليا، وانتهت كذلك من جميع أجزاء الكبل داخل دول الخليج العربي بداية من السعودية مروراً بدولة عمان، ليصل إلى دولتي الهند واليونان.
يبلغ قيمة إجمالي استثمارات مينا للكبلات بهذا المشروع حتى 2013، نحو 350 مليون دولار.
وكانت وزارة النقل في مصر طالبت الشركة برسوم تصل إلى نحو 29 جنيه على كل متر داخل مصر للسماح بأعمال الحفر بظهير الطريق الصحراوي، إلى أن انتهت المفاوضات مؤخراً بالسماح للشركة بالعمل مقابل رسوم 12 جنيه للمتر فقط.
ومنح مرفق تنظيم الاتصالات المصري ثلاثة تراخيص للكبلات البحرية الأول تم منحه للشركة العربية للكوابل البحرية في عام 2006، والثاني تم منحه بشكل مبدئي لشركة مينا في أغسطس 2008، إلا أن الموافقة النهائية توقفت عند إحدى الجهات السيادية.
ونالت الشركة المصرية للاتصالات الترخيص 3 نوفمبر 2008، وأعلنت مؤخراً عن تسويق نحو 35% من سعات الكبل بقيمة بلغت 220 مليون دولار.

### اتفاقية 2014
في 22 يناير 2014 أعلنت أوراسكوم للاتصالات عن توقيع شركتها التابعة مينا للكبلات البحرية اتفاقية حق استخدام غير قابل للنقض (IRU) مع المصرية للاتصالات، لإثنين من الألياف البصرية على كبل مينا بين محطتي إنزال الشركة في الزعفرانة وأبو تلات، وذلك لإستكمال مسار الكبل البحري لشركة مينا للكبلات البحرية داخل الأراضي المصرية.
وذكرت الشركة في بيان لها اليوم أن حق الاستخدام بحسب الاتفاقية يمتد لعشرين عاماً، متوقعة باستخدامها للبنية التحتية للمصرية للاتصالات داخل الأراضي المصرية، أن تقوم شركة مينا للكبلات بإستكمال وإطلاق أول كبل بحري لها في خلال 2014.

## وصلات خارجية
- الموقع الرسمي